# ぼやぼやできない
「ぼやぼやできない」は、工藤静香の通算12枚目のシングル。1991年1月23日にポニーキャニオンから発売された。

## 背景
テレビ出演当初、サビはCD通りに歌っていたが、後に一箇所ではあるが変えて歌うようになった（♪あいつなんてもう～ の「もう」の部分のリズムを変更、同一のメロの他の部分も同様に変更）。
カップリング曲の「あの坂道」は、愛絵理作詞のバラード。「レコーディングしながら泣いてしまった」と当時のインタビューで語っている。亡くなったお兄さんを歌った曲。

## 収録曲
全作曲・編曲：後藤次利
1. ぼやぼやできない （3:38）
  - 作詞：松井五郎
2. あの坂道 （4:23）
  - 作詞：愛絵理

## 収録アルバム
- ぼやぼやできない
  - mind Universe （6th アルバム）
  - intimate
  - Super Best
  - ミレニアム・ベスト
  - Shizuka Kudo 20th Anniversary the Best

※オリジナルアルバム未収録
- あの坂道
  - 20th Anniversary B-side collection

## 関連人物
- 松井五郎
- 後藤次利